# McDonnell Douglas F-15 Eagle
El McDonnell Douglas F-15 Eagle es un caza todo tiempo bimotor diseñado por la compañía estadounidense McDonnell Douglas (desde 1997 integrada en Boeing) para ganar y mantener la superioridad aérea en el combate aéreo. Está considerado como uno de los cazas modernos más exitosos, con más de 100 victorias y sin ninguna pérdida en combate aéreo cerrado. Después de revisar las propuestas, la Fuerza Aérea de los Estados Unidos seleccionó el diseño de McDonnell Douglas en 1967 para satisfacer las necesidades del servicio de un caza de superioridad aérea puro y ha sido el principal avión de combate de la misma. Su primer vuelo se realizó en julio de 1972, y entró en servicio en 1976. El Eagle también fue exportado a Israel, Japón y Arabia Saudita. A pesar de ser concebido originalmente como un caza puro, el diseño resultó ser lo suficientemente flexible para que posteriormente se desarrollara un derivado biplaza de ataque todo tiempo, el F-15E Strike Eagle, que entró en servicio en 1989. La Fuerza Aérea de los Estados Unidos pretende mantener en servicio al F-15 Eagle hasta el año 2025.
Su velocidad máxima oficial es de 3017 km/h o aproximadamente 2,4 Mach. Esto pone a los F-15 Eagle solo por detrás de unos pocos reactores como el MiG-25 Foxbat y MiG-31 Foxhound soviéticos/rusos, y los estadounidenses Lockheed SR-71 y XB-70 Valkyrie.

## Desarrollo

### Origen
Durante la guerra de Corea (1950-1953), el F-86 Sabre de alas en flecha era el único caza estadounidense que podía enfrentarse al MiG-15 soviético. Más tarde, en 1965, los MiG-17 derribaron varios cazabombarderos F-105 Thunderchief que realizaban una misión de bombardeo en Vietnam. Poco después, en 1967, los servicios de inteligencia de la USAF quedaron impresionados cuando descubrieron que la Unión Soviética estaba construyendo un caza mayor, conocido como MiG-25 (Designación OTAN: Foxbat). En ese momento, no se sabía en Occidente que el MiG-25 estaba diseñado como un interceptor de alta velocidad y no como caza de superioridad aérea, siendo su ventaja principal la velocidad, no la maniobrabilidad. Las grandes aletas y estabilizadores de cola insinuaban que era un caza muy maniobrable, lo que preocupó a la Fuerza Aérea, ya que temían que el rendimiento del avión soviético fuese muy superior a sus homólogos estadounidenses. En realidad, los estabilizadores del MiG-25 eran necesarios para prevenir a la aeronave del acoplamiento inercial a alta velocidad y mayor altitud.
El F-4 Phantom II de la Armada y la USAF era el único caza con suficiente potencia, alcance y maniobrabilidad para recibir como tarea el enfrentarse a los cazas soviéticos en vuelo dentro del alcance visual. Los misiles de medio alcance AIM-7 Sparrow, y en menor grado incluso los AIM-9 Sidewinder de corto alcance, solían ser ineficaces e inefectivos a distancias reducidas, donde sólo los cañones automáticos podían resultar un arma eficaz. El Phantom II no tenía originalmente un cañón, ya que su función era utilizar los misiles para derribar los objetivos a largas distancias. Se experimentó con cañones instalados en contenedores externos bajo las alas, pero no eran precisos en el tiro e incrementaban la resistencia aerodinámica del aparato, por lo que finalmente se integró un cañón rotativo de 20 mm interno en el Phantom II.

### Programa F-X

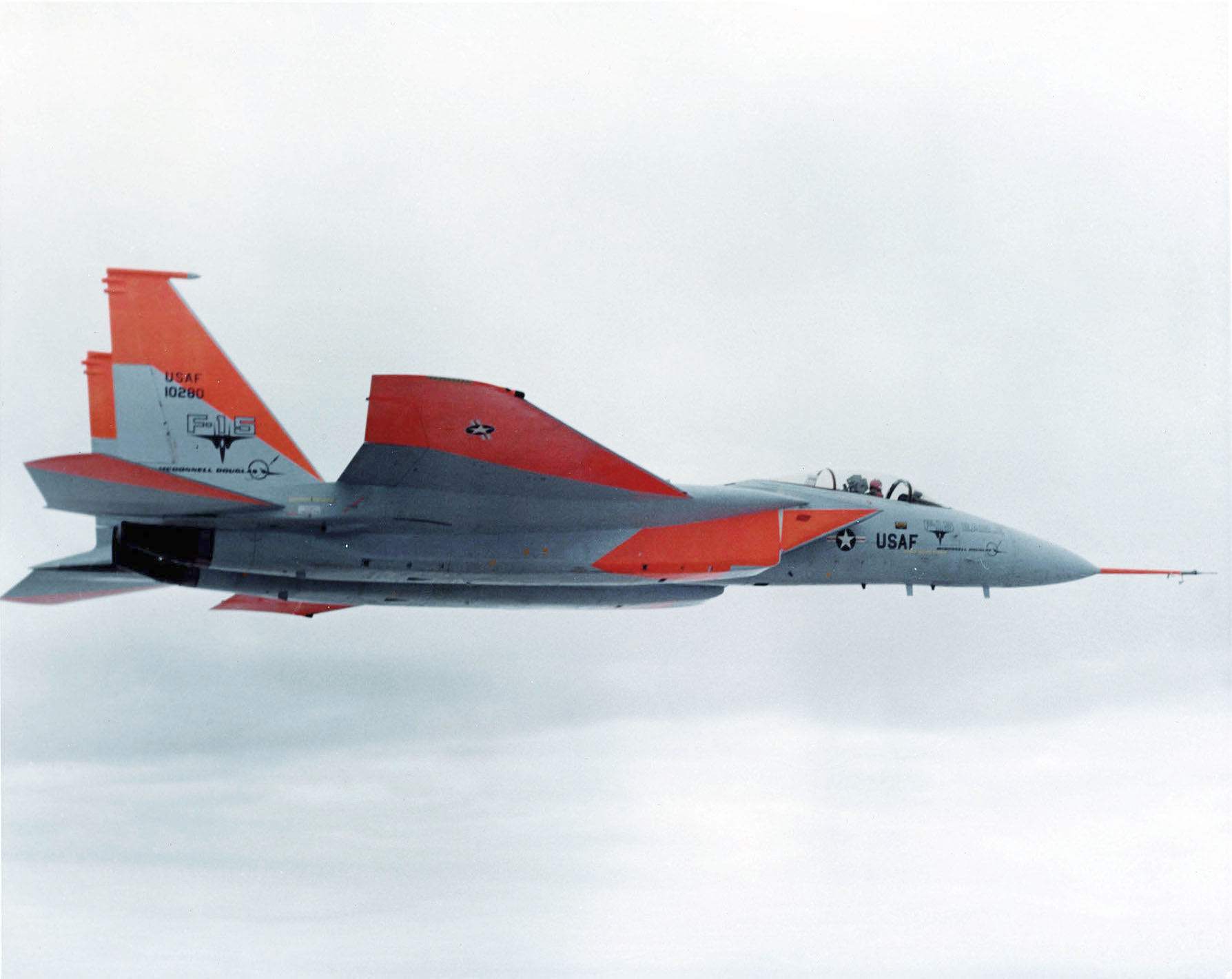
Primer prototipo de F-15A en pleno vuelo.

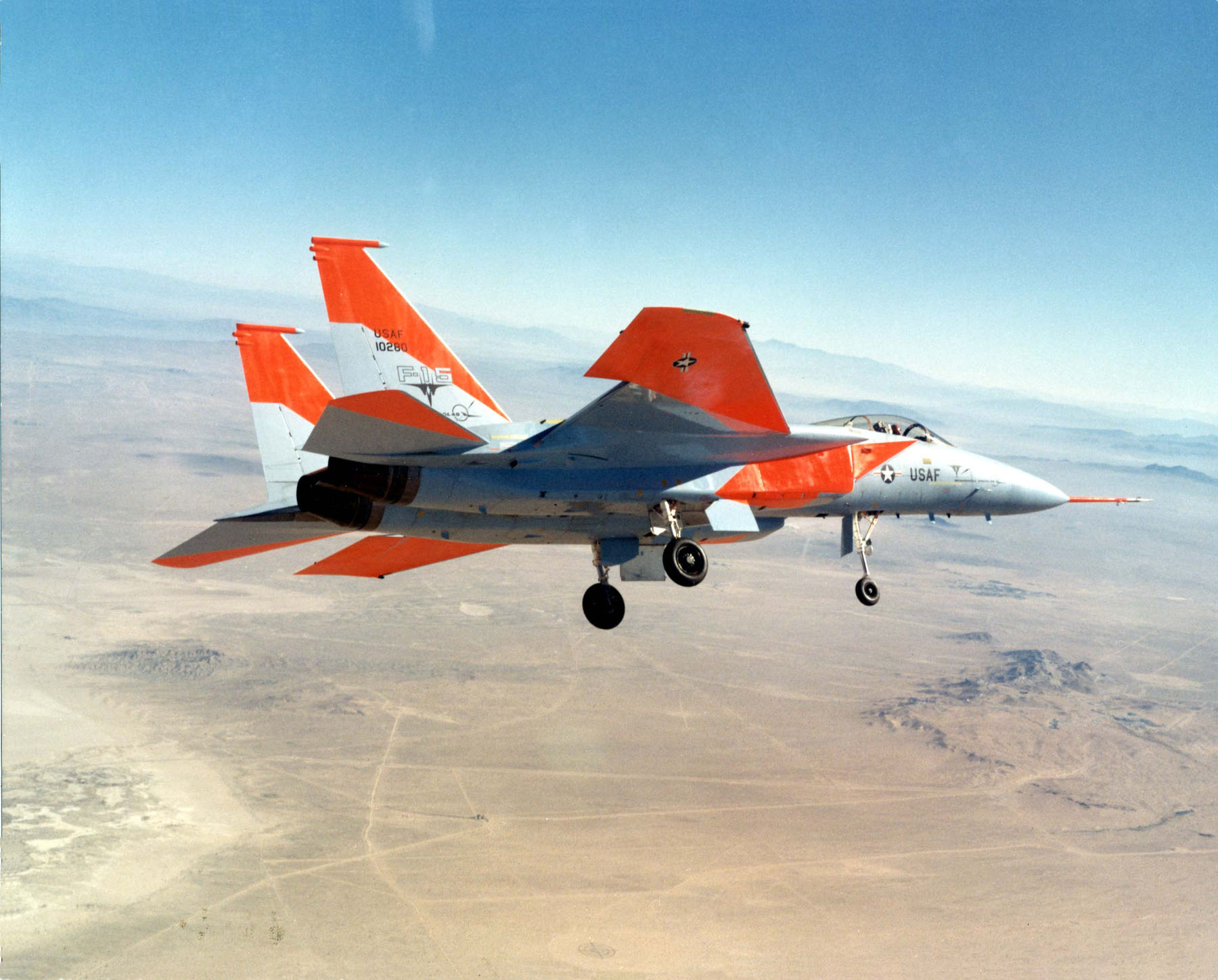
Primer prototipo de F-15A con flaps y tren de aterrizaje desplegados.

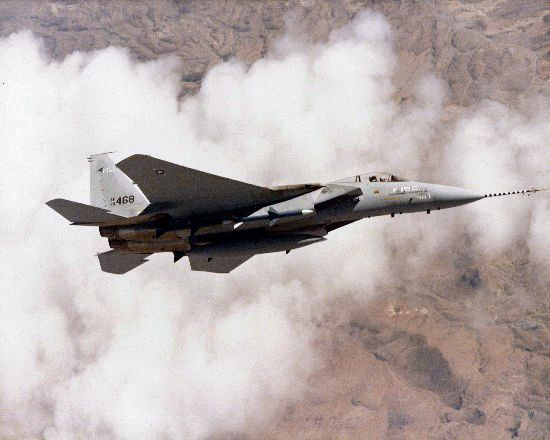
Primera unidad fabricada del McDonnell Douglas F-15C en pleno vuelo.

Había una necesidad clara de un nuevo caza que sobrepasara las limitaciones del Phantom II en distancias cortas y mantuviese la superioridad aérea a largas distancias. Tras rechazar el programa VFX de la Armada, que daría como resultado el F-14 Tomcat, por ser inconveniente a sus necesidades, la Fuerza Aérea emitió sus propios requisitos para el programa F-X (del inglés Experimental Fighter), una especificación por un caza de superioridad aérea relativamente ligero. Tres compañías enviaron propuestas: Fairchild, North American Aviation y McDonnell Douglas. La USAF anunció la selección de McDonnell Douglas el 23 de diciembre de 1969. El diseño ganador se parecía al F-14, pero con alas fijas, y no era más ligero o pequeño que el F-4 al que debía reemplazar.
La versión inicial, designada F-15A para la configuración monoplaza y F-15B para el biplaza, estaba propulsado por los nuevos motores Pratt & Whitney F100, con un empuje superior a su peso. Se propuso utilizar un cañón GAU-7 de Ford-Philco con munición sin casquillo, pero fue abandonado en favor del cañón estándar M61 Vulcan, debido a problemas de desarrollo. El F-15 mantenía los cuatro misiles Sparrow en sujeciones laterales del fuselaje, al igual que el Phantom II.
El misil AIM-7 Sparrow es un arma semiactiva, lo que significa que el avión lanzador debe estar continuamente marcando al objetivo con su radar para que el misil pueda alcanzar al blanco. Si el avión debía maniobrar para evitar fuego enemigo, el misil podía perderse. Los misiles más avanzados, como el AIM-120 AMRAAM y AIM-54 Phoenix, llevaban un sistema activo de búsqueda, lo que permitía al avión lanzador "disparar y olvidarse" y tener la capacidad de disparar a varios objetivos simultáneamente. El F-15 tiene un radar con capacidad de exploración y disparo a cotas inferiores (look-down/shoot-down) que puede distinguir blancos móviles a baja altura como misiles cruceros o bombarderos, y sirve también como un sistema básico de vigilancia AWACS.
El F-15 usaría tecnología de computación y nuevos controles y dispositivos de visualización para reducir la carga de trabajo del piloto y ahorrar el peso de un segundo tripulante. A diferencia del F-4 y del F-14, el F-15 tiene una cubierta de la carlinga de una sola pieza, lo que le permiteuna  mayor visibilidad frontal. La USAF presentó el F-15 como el «primer caza de superioridad aérea dedicado de la USAF desde el F-86 Sabre».
El F-15 sería favorecido por los encargos de clientes como Israel y Japón, y el desarrollo del F-15E Strike Eagle produciría un cazabombardero que reemplazaría al F-111. Sin embargo, también se critica que el F-15 es demasiado grande para el combate aéreo y demasiado caro para obtener una gran cantidad de aparatos para reemplazar al F-4 Phantom II y al A-7, lo que llevó al programa LWF (Light Weight Fighter) a crear diseños como el F-16 Fighting Falcon y el F/A-18 Hornet.

### Programa MSIP
Dada la necesidad de modernizar los F-15 en servicio, se desarrolló un programa similar al MLU (Mid Life Update) del F-16 Fighting Falcon. Dicho programa fue llamado Multi-Stage Improvement Program (MSIP) o "Programa de Mejora Multi-Etapa". Fue dividido en dos etapas:
- MSIP I: fue un primer intento, que pretendía modernizar a los F-15A/B aún en servicio activo, fue cancelado dado su elevado coste. Se prosiguió, en cambio, con la producción en cadena del F-15C/D.

- MSIP II: comenzado a partir de febrero de 1983 por las compañías McDonnell Douglas y el centro logístico Warner Robins de la USAF en Georgia, siendo en 1985 la fecha de fabricación del primer F-15C MSIP II. Todas las mejoras incluidas fueron incorporadas a los F-15C/D estándar ya existentes y a futuros. También se modernizaron unas pocas unidades del F-15A/B con un subconjunto de las mejoras del programa, los demás fueron dados de baja por no cumplir con las normativas de compatibilidad y por obsolescencia. Las mejoras introducidas en este paquete, según el modelo, incluían:

Para el F-15A/B:
- Tren de aterrizaje reforzado del F-15C/D.
- Nuevo motor Pratt & Whitney F100-PW-220E, también compartido con el F-15C/D.
- Modernización del radar por el AN/APG-63(V)1.

Para el F-15C/D:
- El Electronic Warfare Warning Set (EWWS) "Conjunto de Alerta para la Guerra de Electrónica" fue modificado ampliando la capacidad del Tactical Electronic Warfare System (TEWS) "Sistema Táctico de Guerra Electrónica" incluyendo con él un nuevo dispositivo de Contramedidas Electrónicas (ECM) ALQ-135, además de una actualización del Radar Warning Receiver (RWR) "Receptor de Alerta de Radar" ALR-56C.
- Un nuevo sistema de aviso para sobrecarga configurado a partir de 9 G.
- Nuevo radar AN/APG-70 modernizado a partir del antiguo AN/APG-63, compatible por Data-Link con los nuevos AIM-120 introducidos en servicio sobre la década de 1990, además de ser equipados con el nuevo cableado necesario para darles la capacidad de transportarlo y lanzarlo.

## Diseño

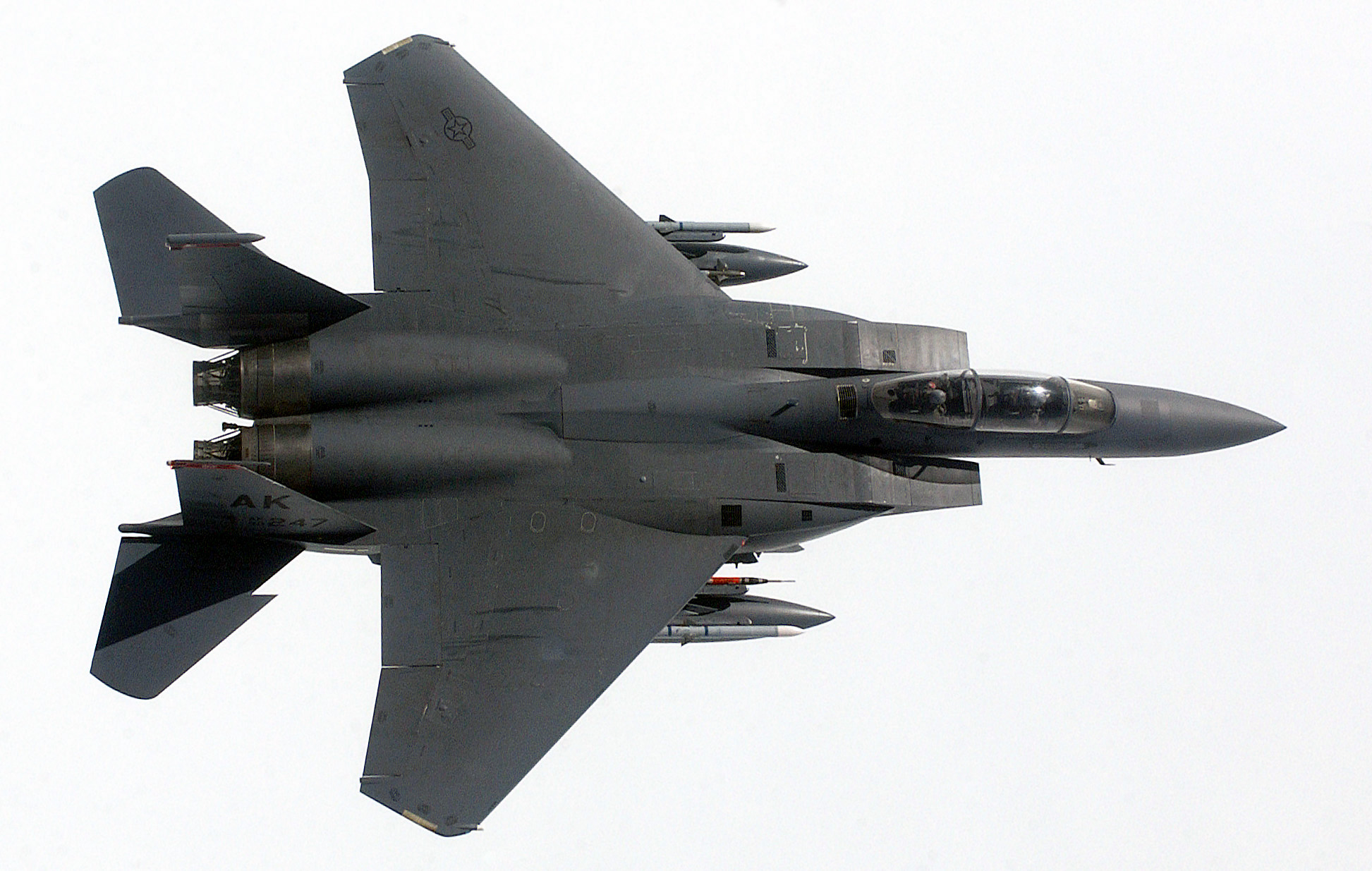
Vista superior de un F-15D.

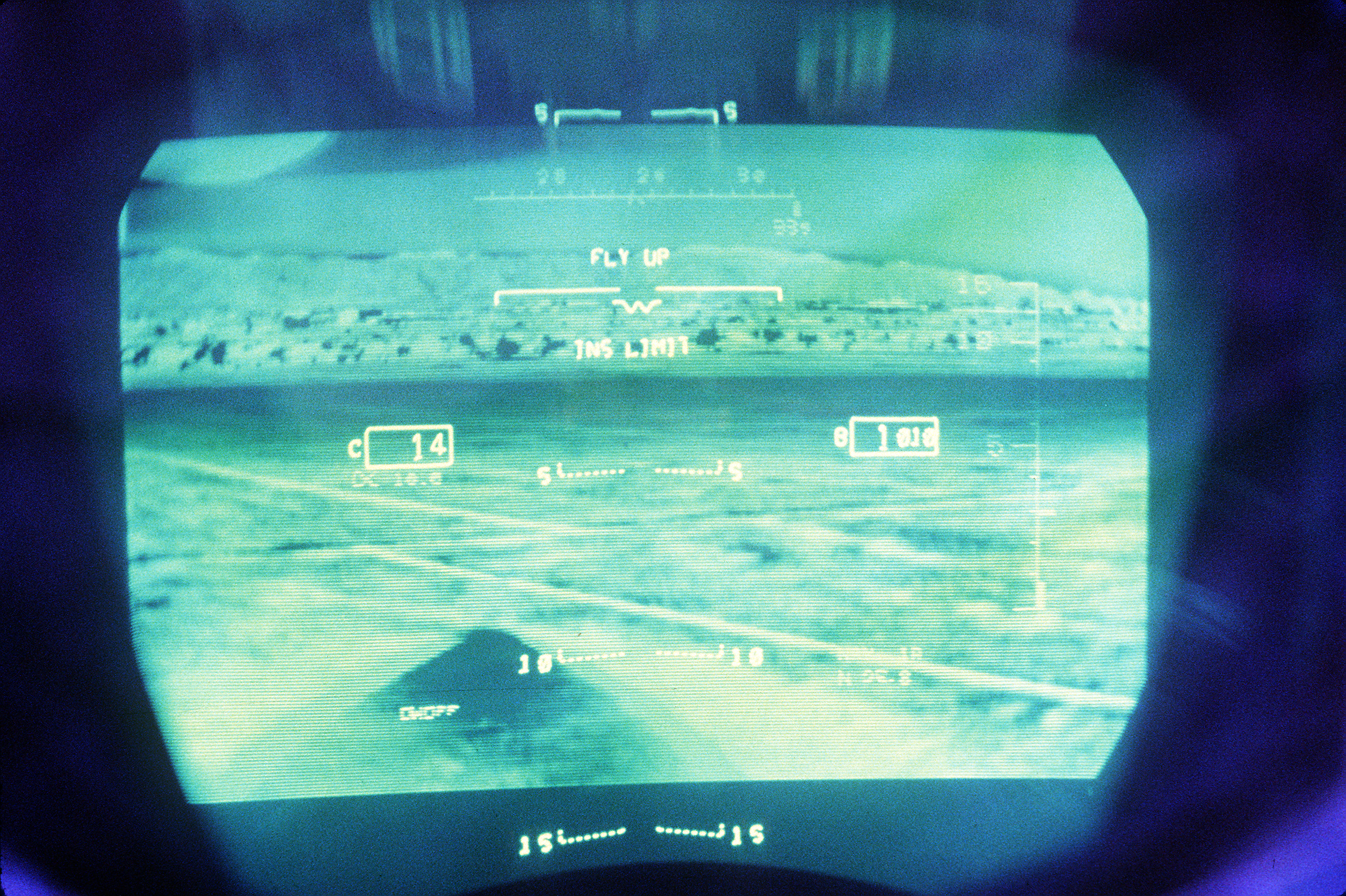
Pantalla de visualización HUD, donde se muestra toda la información de vuelo esencial.

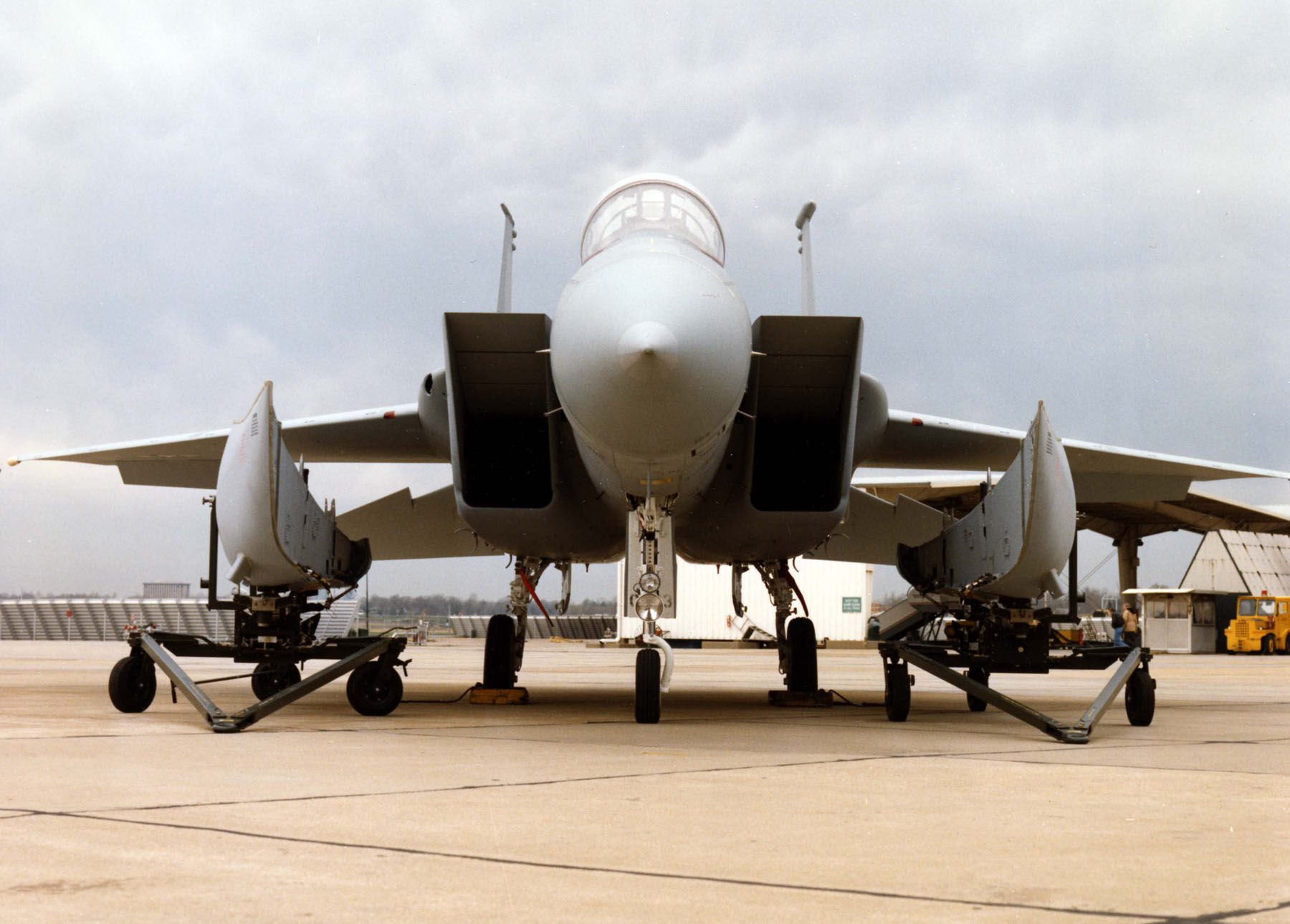
Un F-15C con dos tanques de combustible conformables (CFT) a los lados.

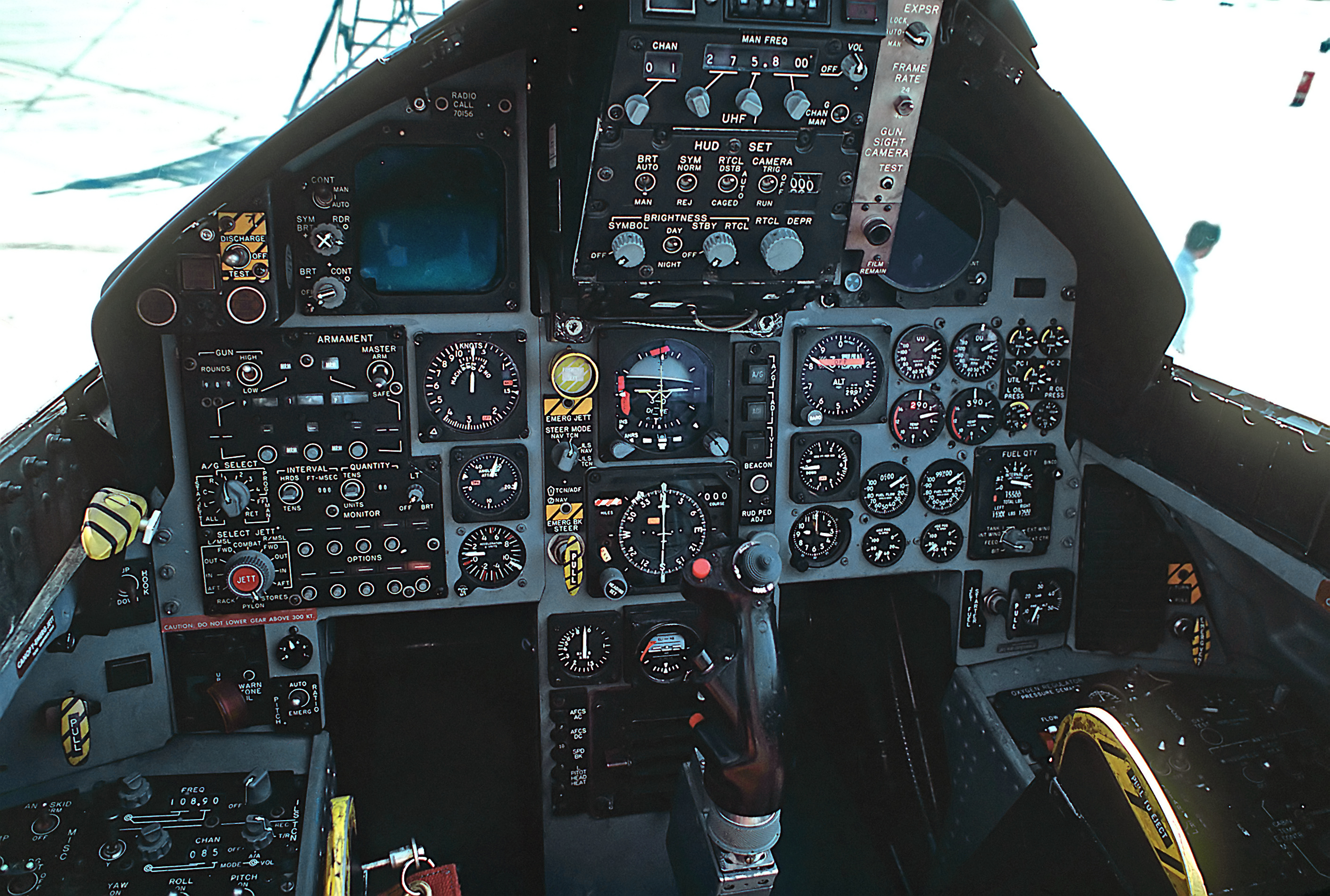
Cabina de pilotaje de un F-15A.

La maniobrabilidad del F-15 deriva de su baja carga alar (relación entre el peso y el área alar) con una relación empuje-peso alta, lo que le permite hacer giros cerrados sin apenas perder velocidad. El F-15 puede ascender a 10 000 metros en unos 60 segundos. Los controles de armas y vuelo están diseñados para que una persona pueda utilizarlos con seguridad y eficacia en un combate aéreo.
Los sistemas de aviónica incluyen la visualización HUD, radar avanzado, sistema de navegación inercial, instrumentos de vuelo, comunicaciones en UHF, sistema de navegación táctico y sistema de aterrizaje instrumental. Tiene también instalado internamente un sistema de guerra electrónica táctica, un sistema de identificación de amigo-enemigo, un grupo de contramedidas electrónicas y un ordenador digital central.
La pantalla de visualización (HUD) proyecta, a través de un combinador, toda la información de vuelo esencial recogida por los sistemas integrados de aviónica. Esta pantalla, visible para cualquier tipo de condición de luz, proporciona al piloto la información necesaria para rastrear y destruir una aeronave enemiga sin la necesidad de mirar a los instrumentos de la cabina.
El radar de impulsos Doppler APG-63/70 del F-15 puede buscar aviones a cotas tanto superiores como inferiores sin confundirlos con objetos del suelo. Puede detectar y seguir aviones y blancos pequeños a alta velocidad a distancias mayores que el alcance visual y hasta altitudes tan bajas como el nivel de los árboles. El radar provee la información del blanco a la computadora central que es proyectada en la pantalla de visualización. El sistema de guerra electrónica del F-15 proporciona tanto alertas de peligro y contramedidas automáticas contra amenazas seleccionadas. Debido al uso de sistemas electrónicos avanzados, el avión recibió el sobrenombre de Starship (nave espacial).
El F-15 puede llevar una amplia variedad de armamento aire-aire. Un sistema automático de armas permite al piloto realizar combates aéreos seguros y efectivos, utilizando la pantalla de visualización y los controles de armas y aviónica localizados en los mandos de control. Cuando el piloto cambia de un sistema de armas a otro, aparece en el HUD una guía visual de forma automática.
El Eagle puede ser armado con la combinación de cuatro tipo de armas aire-aire: misiles AIM-7F/M Sparrow o AIM-120 AMRAAM en los laterales del fuselaje, misiles AIM-9L/M Sidewinder o AIM-120 bajo las alas, y un cañón rotativo interno M61A-1 Vulcan de 20 mm junto al motor derecho del aparato.
Se desarrollaron tanques de combustible conformables (CFT por sus siglas en inglés) para los modelos F-15C y D. Pueden ser colocados en los lados de las toberas de los motores bajo cada ala y están diseñados con los mismos factores de carga y de límites de velocidad que el avión. Sin embargo, a pesar de aumentar considerablemente la autonomía de vuelo, reducen la capacidad de aceleración y no pueden ser desechados en vuelo como los depósitos externos convencionales. La USAF sólo equipa con CFT a los F-15E, pero estos depósitos han sido proporcionados a Israel, que los utiliza en toda su flota. Cada CFT tiene capacidad de 3200 litros. Estos tanques reducen la necesidad del reabastecimiento en vuelo en misiones y aumenta el tiempo en la zona de combate. Todas las estaciones externas para armas permanecen disponibles, además de poder sujetar misiles Sparrow o AMRAAM en los laterales de los CFT.
El F-15E es un caza biplaza todo tiempo para misiones de intercepción. La parte trasera de la cabina ha sido actualizada para incluir cuatro monitores multipropósito para los sistemas del avión y la utilización del armamento. Incorpora un sistema triple redundante de control de vuelo y un sistema mejorado de navegación inercial con giróscopo de anillo láser. Para vuelos a altas velocidades y a baja altitud, y ataques precisos nocturnos o con mal tiempo, el F-15E lleva un radar de alta resolución APG-70 y contenedores LANTIRN que le proporciona imágenes termales.

### Armamento
|                    | F-15A/B Eagle | F-15A/B Eagle | F-15A/B Eagle | F-15A/B Eagle | F-15A/B Eagle | F-15A/B Eagle | F-15A/B Eagle | F-15A/B Eagle | F-15A/B Eagle | F-15A/B Eagle | F-15A/B Eagle | F-15C/D Eagle | F-15C/D Eagle | F-15C/D Eagle | F-15C/D Eagle | F-15C/D Eagle | F-15C/D Eagle | F-15C/D Eagle | F-15C/D Eagle | F-15C/D Eagle | F-15C/D Eagle | F-15C/D Eagle |
| ------------------ | ------------- | ------------- | ------------- | ------------- | ------------- | ------------- | ------------- | ------------- | ------------- | ------------- | ------------- | ------------- | ------------- | ------------- | ------------- | ------------- | ------------- | ------------- | ------------- | ------------- | ------------- | ------------- |
| Punto de anclaje → | 1             | 2             | 3             | 4             | 5             | 6             | 7             | 8             | 9             | 10            | 11            | 1             | 2             | 3             | 4             | 5             | 6             | 7             | 8             | 9             | 10            | 11            |
| AIM-7 Sparrow      |               |               |               | •             | •             |               | •             | •             |               |               |               |               |               |               | •             | •             |               | •             | •             |               |               |               |
| AIM-9 Sidewinder   | •             |               | •             |               |               |               |               |               | •             |               | •             | •             |               | •             |               |               |               |               |               | •             |               | •             |
| AIM-120 AMRAAM     |               |               |               |               |               |               |               |               |               |               |               | •             |               | •             | •             | •             |               | •             | •             | •             |               | •             |
| Mark 82            |               | 6•            |               |               |               | 6•            |               |               |               | 6•            |               |               | 6•            |               |               |               | 6•            |               |               |               | 6•            |               |
| Mark 84            |               | •             |               |               |               | •             |               |               |               | •             |               |               | •             |               |               |               | •             |               |               |               | •             |               |
| Mark 20 Rockeye    |               | 6•            |               |               |               | 6•            |               |               |               | 6•            |               |               | 6•            |               |               |               | 6•            |               |               |               | 6•            |               |
| CBU-52/58/71       |               | 4•            |               |               |               | 4•            |               |               |               | 4•            |               |               | 4•            |               |               |               | 4•            |               |               |               | 4•            |               |
| Contenedor externo |               | •             |               |               |               | •             |               |               |               | •             |               |               | •             |               |               |               | •             |               |               |               | •             |               |
| Tanque lanzable    |               | •             |               |               |               | •             |               |               |               | •             |               |               | •             |               |               |               | •             |               |               |               | •             |               |
| Punto de anclaje → | 1             | 2             | 3             | 4             | 5             | 6             | 7             | 8             | 9             | 10            | 11            | 1             | 2             | 3             | 4             | 5             | 6             | 7             | 8             | 9             | 10            | 11            |
|                    | F-15A/B Eagle | F-15A/B Eagle | F-15A/B Eagle | F-15A/B Eagle | F-15A/B Eagle | F-15A/B Eagle | F-15A/B Eagle | F-15A/B Eagle | F-15A/B Eagle | F-15A/B Eagle | F-15A/B Eagle | F-15C/D Eagle | F-15C/D Eagle | F-15C/D Eagle | F-15C/D Eagle | F-15C/D Eagle | F-15C/D Eagle | F-15C/D Eagle | F-15C/D Eagle | F-15C/D Eagle | F-15C/D Eagle | F-15C/D Eagle |

### Componentes del F-15C/D Baz
Leyenda:  Estados Unidos -  Finlandia -  Israel -  Noruega -  Reino Unido

#### Electrónica
| Sistema                                              | País                      | Fabricante                  | Notas                                                                           |
| ---------------------------------------------------- | ------------------------- | --------------------------- | ------------------------------------------------------------------------------- |
| Radar (opción)                                       | Bandera de Estados Unidos | Raytheon                    | Modelo AN/APG-70                                                                |
| Radar (opción)                                       | Bandera de Estados Unidos | Raytheon                    | Modelo AN/APG-63                                                                |
| Radar (opción)                                       | Bandera de Estados Unidos | Raytheon                    | Modelo AN/APG-63(V)1                                                            |
| Radar AESA (opción)                                  | Bandera de Estados Unidos | Raytheon                    | Modelo AN/APG-63(V)2                                                            |
| Radar AESA (opción)                                  | Bandera de Estados Unidos | Raytheon                    | Modelo AN/APG-63(V)3                                                            |
| Sistema de escape (opción)                           | Bandera de Estados Unidos | Collins Aerospace           | Asiento eyectable modelo ACES II                                                |
| Sistema de escape (opción)                           | Bandera de Estados Unidos | Collins Aerospace           | Asiento eyectable modelo ACES 5                                                 |
| IFF                                                  | Bandera de Estados Unidos | Hazeltine Corporation       | Modelo AN/APX-76. Empresa estadounidense vendida a BAE Systems.                 |
| Dispensadores de chaff y bengalas                    | Bandera del Reino Unido   | GEC-Marconi                 | Modelo AN/ALE-45. Parte de TEWS.                                                |
| Sistema de advertencia de radar (RWR)                | Bandera de Estados Unidos | Loral Corporation           | Modelo AN/ALR-56. Parte de TEWS. División estadounidense vendida a BAE Systems. |
| Sistema de guerra electrónica (EWWS)                 | Bandera de Estados Unidos | Magnavox Electronic Systems | Modelo AN/ALQ-128. Parte de TEWS.                                               |
| Sistema de contramedidas electrónicas internas (ICS) | Bandera de Estados Unidos | Northrop Grumman            | Modelo AN/ALQ-135. Parte de TEWS.                                               |
| Pod de contramedidas electrónicas (opción)           | Bandera de Estados Unidos | Northrop Grumman            | Modelo AN/ALQ-131                                                               |
| Pod de protección (opción, Israel)                   | Bandera de Israel         | ELTA Systems                | Modelo ELTA-8222                                                                |

### Armamento
| Sistema                                                             | País                                                                  | Fabricante                        | Notas                        |
| ------------------------------------------------------------------- | --------------------------------------------------------------------- | --------------------------------- | ---------------------------- |
| Cañón                                                               | Bandera de Estados Unidos                                             | General Dynamics General Electric | M61 Vulcan rotativo de 20 mm |
| Kit de guiado JDAM para bombas de caída libre (Israel)              | Bandera de Estados Unidos                                             | Boeing                            |                              |
| Kit de guiado GPS/CCD/IIR Spice para bombas de caída libre (Israel) | Bandera de Israel                                                     | Rafael Advanced Defense Systems   |                              |
| Bomba guiada GBU-15 (Israel)                                        | Bandera de Estados Unidos                                             | Rockwell International            |                              |
| Misil aire-superficie AGM-142 Have Nap (Israel)                     | Bandera de Israel                                                     | Rafael Advanced Defense Systems   |                              |
| Misil aire-aire de corto alcance Python 4 (Israel)                  | Bandera de Israel                                                     | Rafael Advanced Defense Systems   |                              |
| Misil aire-aire de corto alcance AIM-9 Sidewinder                   | Bandera de Estados Unidos · Bandera de Finlandia · Bandera de Noruega | Raytheon NAMMO                    |                              |
| Misil aire-aire de medio alcance AIM-7 Sparrow                      | Bandera de Estados Unidos                                             | Raytheon                          |                              |
| Misil aire-aire BVR AIM-120 AMRAAM                                  | Bandera de Estados Unidos · Bandera de Finlandia · Bandera de Noruega | Raytheon NAMMO                    |                              |
| Bomba Mark 82                                                       | Bandera de Estados Unidos                                             | General Dynamics                  |                              |
| Bomba Mark 83                                                       | Bandera de Estados Unidos                                             | General Dynamics                  |                              |
| Bomba Mark 84                                                       | Bandera de Estados Unidos                                             | General Dynamics                  |                              |
| Bomba de racimo Mark 20 Rockeye                                     | Bandera de Estados Unidos                                             | Honeywell                         | Prohibida por 112 países     |
| Bomba de racimo CBU-52                                              | Bandera de Estados Unidos                                             |                                   | Prohibida por 112 países     |
| Bomba de racimo CBU-58                                              | Bandera de Estados Unidos                                             |                                   | Prohibida por 112 países     |
| Bomba de racimo incendiaria CBU-71                                  | Bandera de Estados Unidos                                             |                                   | Prohibida por 112 países     |

#### Propulsión
| Sistema | País                      | Fabricante      | Notas           |
| ------- | ------------------------- | --------------- | --------------- |
| Motor   | Bandera de Estados Unidos | Pratt & Whitney | 2 × F100-PW-220 |

## Historia operacional

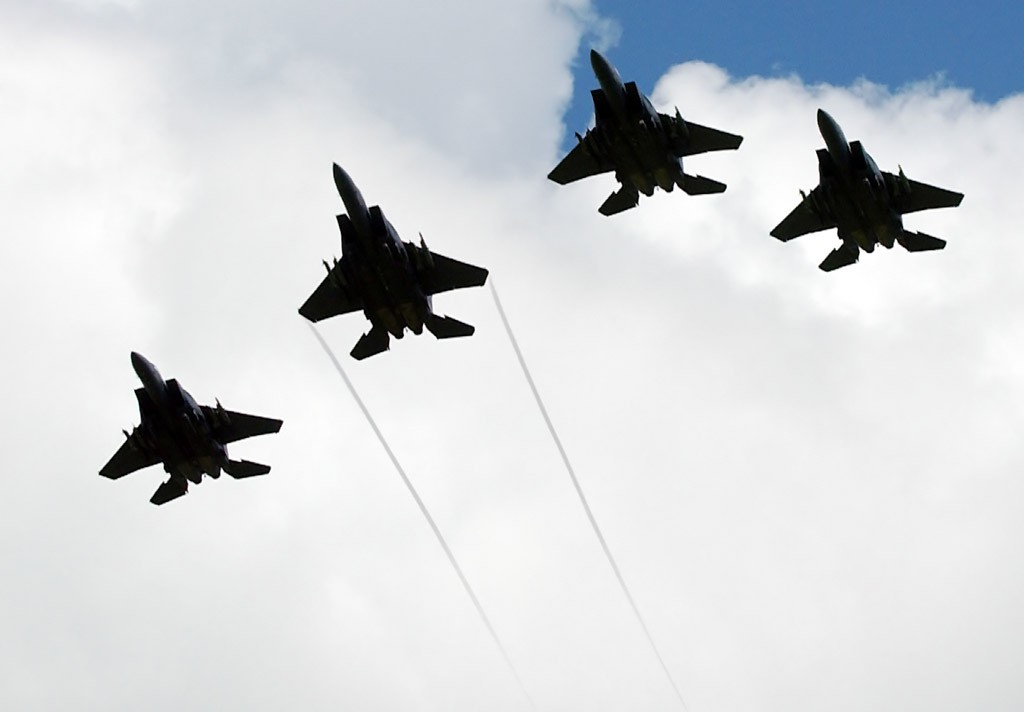
Cuatro F-15 Eagle en formación.

El principal operador y el exportador del F-15 es la Fuerza Aérea de los Estados Unidos (USAF). El primer F-15A voló en julio de 1972, y el primer vuelo del biplaza F-15B (denominado anteriormente TF-15A) se realizó en julio de 1973. El primer Eagle, un F-15B, fue entregado en noviembre de 1974, y en enero de 1976 se entregó el primer Eagle con destino a un escuadrón de combate. Estos primeros aviones llevaban el radar APG-63 de Hughes Aircraft.
Los primeros F-15C monoplaza y F-15D biplaza entraron a formar parte de la USAF a principios de 1979. Estos modelos llevaban las mejoras del Paquete de Producción Eagle (PEP 2000), incluyendo 900 kg adicionales de combustible interno, suministros para llevar los depósitos externos CFT y aumentando el peso máximo al despegar en 30 700 kg.
El Programa de Mejora Multifase (MISP) del F-15 comenzó en febrero de 1983, con la primera producción de F-15C MISP en 1985. Las mejoras incluían un computador central actualizado, un grupo de control programable de armamento, que permitía utilizar versiones avanzadas de los misiles AIM-7 Sparrow, AIM-9 Sidewinder y AIM-120 AMRAAM; un sistema de guerra electrónica táctica expandido que proporcionaba mejoras al radar de alerta ALR-56C y al grupo de contramedidas ALQ-135. Las últimas 43 unidades llevaban un radar Hughes APG-70, que sería el modelo de serie en el F-15E.
Los modelos F-15A y B fueron utilizados por Israel en la guerra del Líbano de 1982. Los modelos C, D y E fueron desplegados en el Golfo Pérsico durante la operación Tormenta del Desierto en 1991, donde se apuntaron 36 de las 39 victorias aéreas de la USAF. Los F-15E Strike Eagle operaban principalmente de noche, buscando lanzadores de misiles Scud y posiciones de artillería utilizando el sistema LANTIRN.

### Récord de bajas

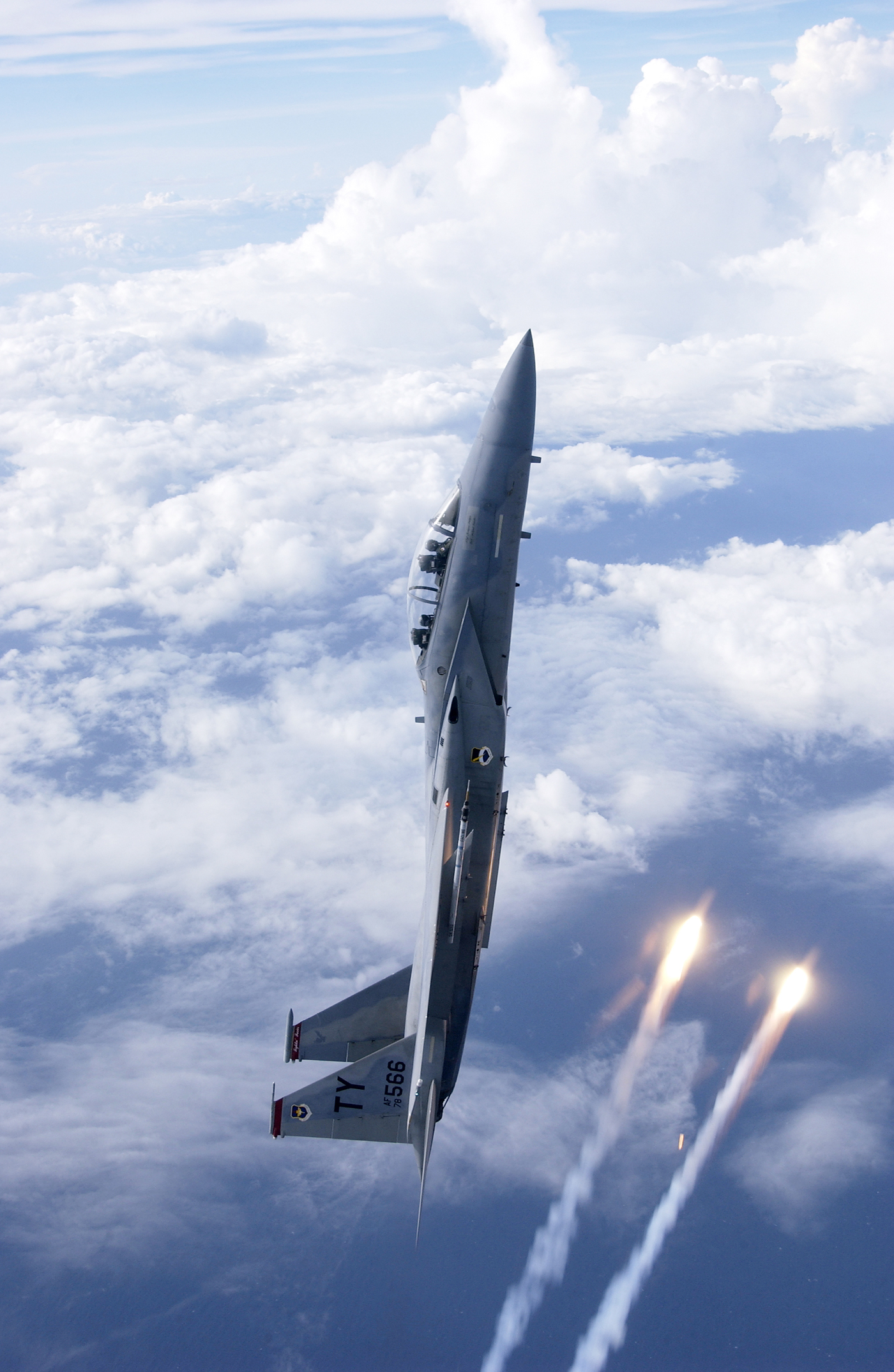
F-15D lanzando bengalas.

A fecha de 2005, los F-15 de todas las fuerzas aéreas tienen una marca combinada de 104 derribos sin ninguna pérdida en combate aéreo probado (excluyendo el caso donde un F-15J japonés derribó a otro F-15J en 1995 debido al mal funcionamiento de un AIM-9 Sidewinder, durante un entrenamiento con fuego real) aunque se sospecha del derribo de un F-15C en los Balcanes que nunca pudo ser confirmado. En cambio, los Estados Unidos e Israel sostienen que hasta la fecha, las versiones de superioridad aérea del F-15 (modelos A, B, C y D) nunca han sido derribados por un enemigo.
Más de la mitad de las bajas realizadas por los F-15 fueron producidas por pilotos de la Fuerza Aérea Israelí. Durante los conflictos en la frontera con el Líbano entre 1979 y 1981, los F-15A derribaron trece MiG-21 y dos MiG-25 sirios. En la Guerra del Líbano de 1982, los pilotos israelíes derribaron 40 cazas sirios, 23 MiG-21 y 17 MiG-23, y un helicóptero sirio SA.342L Gazelle. Durante las escaramuzas israelí-sirias de 1985, Israel informó que había derribado dos MiG-23 sirios.
Los pilotos de la Fuerza Aérea Real Saudí derribaron dos F-4E Phantom II de la Fuerza Aérea Iraní en una escaramuza en la frontera en junio de 1984, y derribaron dos Mirage F1 iraquíes en la Guerra del Golfo.
De acuerdo con la USAF, sus F-15C obtuvieron 34 bajas confirmadas de aeronaves iraquíes durante la Guerra del Golfo de 1991, principalmente por acción de misiles: cinco MiG-29, dos MiG-25, ocho MiG-21, dos Su-25, cuatro Su-22, un Su-7, seis Mirage F1, un avión de carga Ilyushin Il-76, un avión de entrenamiento Pilatus PC-9 y dos helicópteros Mil Mi-8. Tras conseguir la superioridad aérea en los primeros tres días del conflicto, muchas de las bajas posteriores eran de aviones iraquíes que volaban hacia Irán, en lugar de intentos de enfrentarse a los aviones estadounidenses. El F-15C monoplaza fue utilizado para la superioridad aérea, mientras que el F-15E fue usado para bombardeos terrestres. Un F-15E consiguió derribar un helicóptero Mi-8 iraquí utilizando una bomba guiada por láser. Los F-15E tuvieron dos bajas por fuego terrestre en la Guerra del Golfo, y otro resultó destruido en tierra por el impacto de un misil SCUD en la base de Dhahran.
En 1994, un F-15C de la USAF derribó por accidente dos UH-60 Black Hawk del Ejército estadounidense en la zona de exclusión norte de Irak. En 1999, en la intervención de la OTAN en Kosovo, los F-15C de la USAF derribaron cuatro MiG-29 yugoslavos.

### Vuelo con un ala

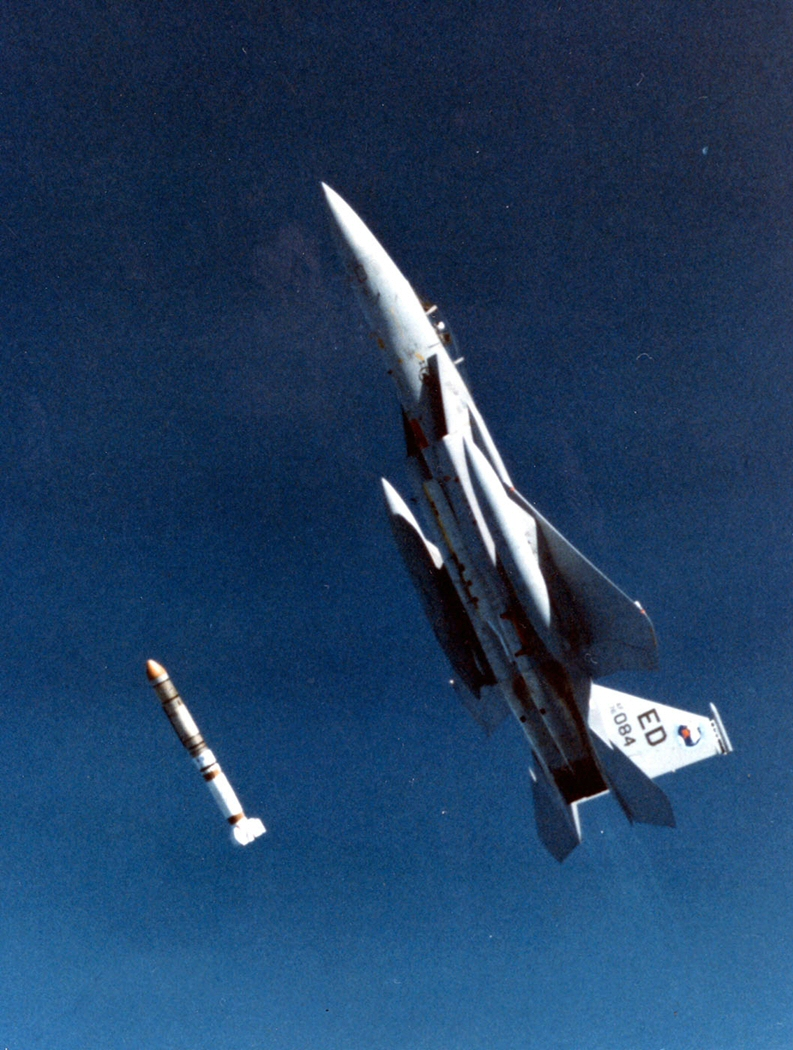
Un F-15 Eagle disparando un misil antisatélite ASM-135 ASAT.

El 1 de mayo de 1983, durante un entrenamiento de la Fuerza Aérea Israelí, un F-15D colisionó con un A-4 Skyhawk. El ala derecha del Eagle fue arrancada del cuerpo del avión. El piloto Zivi Nedivi, desobedeciendo la orden del instructor de eyectar, pudo aterrizar con éxito, pero el gancho de cola fue arrancado completamente. El avión pudo aterrizar debido a su superficie horizontal grande de cola y a la capacidad de sustentación generada por el fuselaje. No obstante el piloto salió totalmente ileso.

### Derribo de satélites
Desde enero de 1984 hasta septiembre de 1986, se utilizó un F-15A como plataforma de lanzamiento para cinco misiles ASM-135 ASAT. El F-15A subía a velocidad supersónica y lanzaba el misil ASAT a una altitud de 11,6 km. El ordenador del F-15A fue actualizado para controlar la subida y el lanzamiento del misil. En el tercer vuelo de pruebas, se utilizó un antiguo satélite de comunicaciones en una órbita de 555 km, que fue destruido por el impacto cinético. El piloto, el Mayor Wilbert D. Pearson se convirtió en el primero en destruir un satélite en órbita.

### Vuelos experimentales
En marzo de 1996, la NASA inició una serie de pruebas de empuje vectorial con toberas orientables, lo que podría suponer un significativo aumento de las prestaciones del aparato, y tener aplicaciones tanto en el ámbito militar como en el civil. Estas investigaciones forman parte del programa ACTIVE (acrónimo inglés que significa Advanced Controls Technology for Integrated Aircraft).
Las pruebas se realizaron sobre un F-15B de la Fuerza Aérea de los Estados Unidos, provisto de motores Pratt & Whitney F100PW-229, en el que las toberas podían rotar 20° en cualquier dirección, logrando un empuje vectorial hacia la dirección deseada.

### Futuro

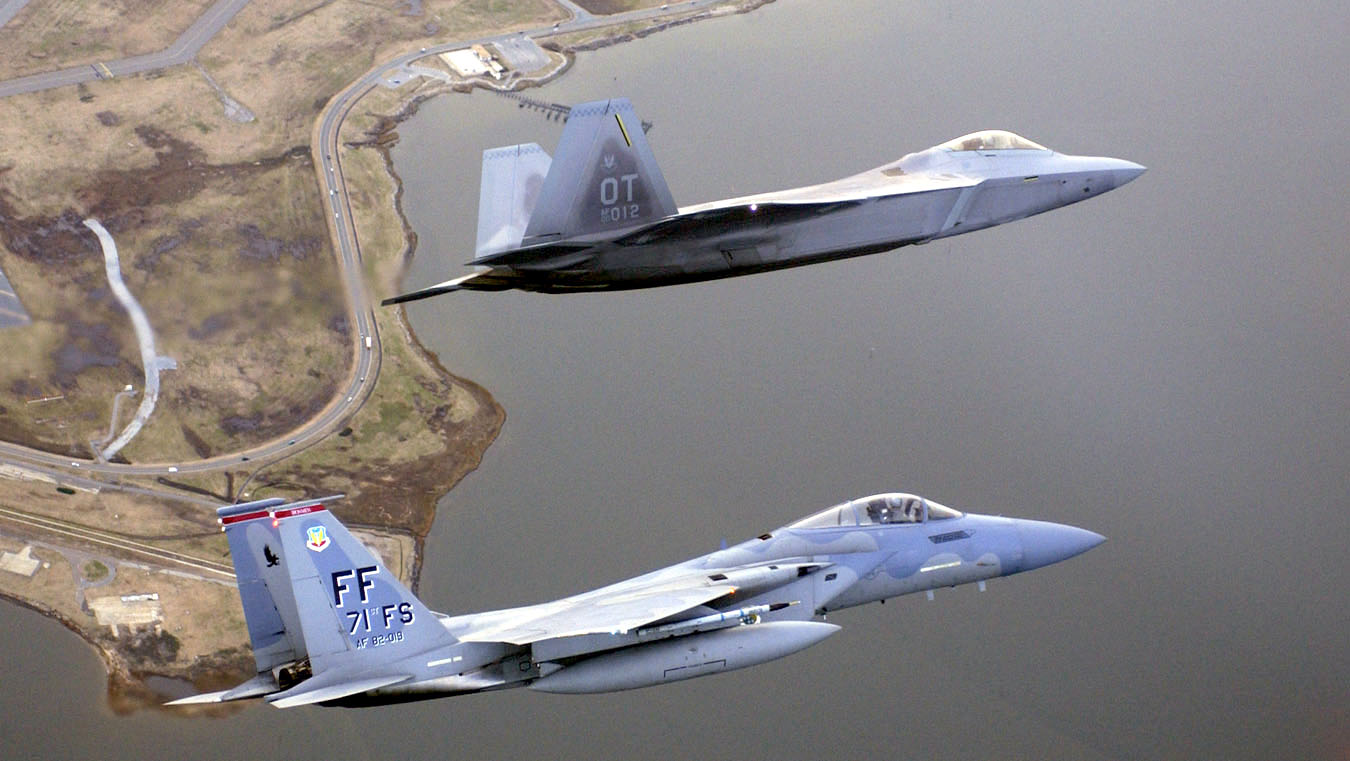
Un F-15 junto a un F-22 Raptor.

La Fuerza Aérea de los Estados Unidos mantendrá en servicio al F-15E hasta el año 2025, debido a su tarea como caza de superioridad aérea y al bajo número de horas de vuelo, y también tiene previsto retirar en ese año a las 178 unidades de F-15C que han sido reequipadas con radares AESA. Por lo demás, los modelos F-15C y F-15D no actualizados, deberían haber sido sustituidos por el F-22 Raptor. La Fuerza Aérea Real Saudí ha comprado varios escuadrones del modelo F-15S, Corea del Sur se hizo con una versión mejorada del F-15K, y Singapur ha comprado la variante F-15SG.
Dado que los F-15C de la USAF están ya al límite de su vida operativa y deben ser retirados, la USAF está sopesando la idea de que no hacen falta aviones tan sofisticados como el F-22 o el F-35 para todas las misiones. Aquí nace el interés en el F-15X (finalmente denominado F-15EX), puesto que en teoría sería más barato de volar un F-15X que un F-35, y llevaría mucha más carga de armas. Ahí puede estar la clave para que la USAF compre el F-15X, pensando en una posible utilización conjunta de aviones de Quinta y Cuarta Generación. Según algunos planificadores militares, una formación de ataque en una guerra futura iría liderada por unos pocos aviones F-35, que ejercerían de control y podrían atacar a los elementos más avanzados de la defensa enemiga con su capacidad furtiva. Así, los F-35 se encargarían de defensas antiaéreas, radares, etc., y con ellos volarían unos cuantos F-15X, con su enorme carga de bombas y misiles disponible para atacar otros objetivos o simplemente lanzar su armamento contra los objetivos marcados por los F-35.

La USAF se propone comprar 80 F-15X en 2020-25, probablemente ampliando el pedido a 144 o más para reemplazar a la flota de F-15C/D, y algunos F-15E quizás. La Oficina de Análisis de Costes y Evaluación de Programas realizó su propio análisis y concluyó que cuando los 235 cazas F-15C/D Eagle lleguen al final de su vida útil a mediados del año 2020, y dado que realizan tareas de defensa aérea, su misión puede ser realizada por los F-15X a menor coste que los F-35. La flota de F-15C cuesta actualmente $42 000 por hora de vuelo, y este coste está aumentando rápidamente, lo que significa que el F-35A o el F-15X es más barato de operar. El nuevo F-15X se cree que costaría 27 000 dólares por hora de vuelo. En comparación, el F-35A cuesta actualmente 44 000 dólares por hora de vuelo, aunque se prevé reducirlo hasta 25 000 dólares por hora en 2025. En cuanto al precio de compra, el F-15X ahorraría 1000 millones de dólares en 2030 y unos 3000 millones de dólares en 2040. Sin embargo, ese cálculo se basa en que el F-15X tendrá un precio estimado de $80 millones por avión, frente al F-35A, que actualmente cuesta $89 millones por ejemplar, pero que bajará pronto a 80 millones. La mejor baza del F-15X son los plazos de entrega de cazas y la rápida conversión de los escuadrones de F-15C a escuadrones de F-15X. El tiempo de transición estimado de un F-15C a un F-15X es entre tres y seis meses, mientras que el tiempo de transición a un F-35 está entre 18 y 36 meses. Esto no es trivial, con la Fuerza Aérea habiéndose fijado un objetivo de 386 escuadrones.
De fondo se juega una guerra comercial, ya que Lockheed se ha asegurado sus ventas a largo plazo con el F-35. Boeing, para sobrevivir en el mercado de aviones de combate, busca aprovechar los problemas del F-35 para desviar fondos hacia sus aviones, una táctica que ya ha dado sus frutos con nuevas órdenes de F-18F Super Hornet. El F-15X sería un balón de oxígeno para Boeing, que podría ir acompañado de pedidos futuros por parte de Israel y Japón. El hecho de que Trump nombrara secretario de Defensa a Patrick Shanahan, ex alto cargo de Boeing, ha generado duras críticas y mucho debate en torno al F-15X.

## Variantes

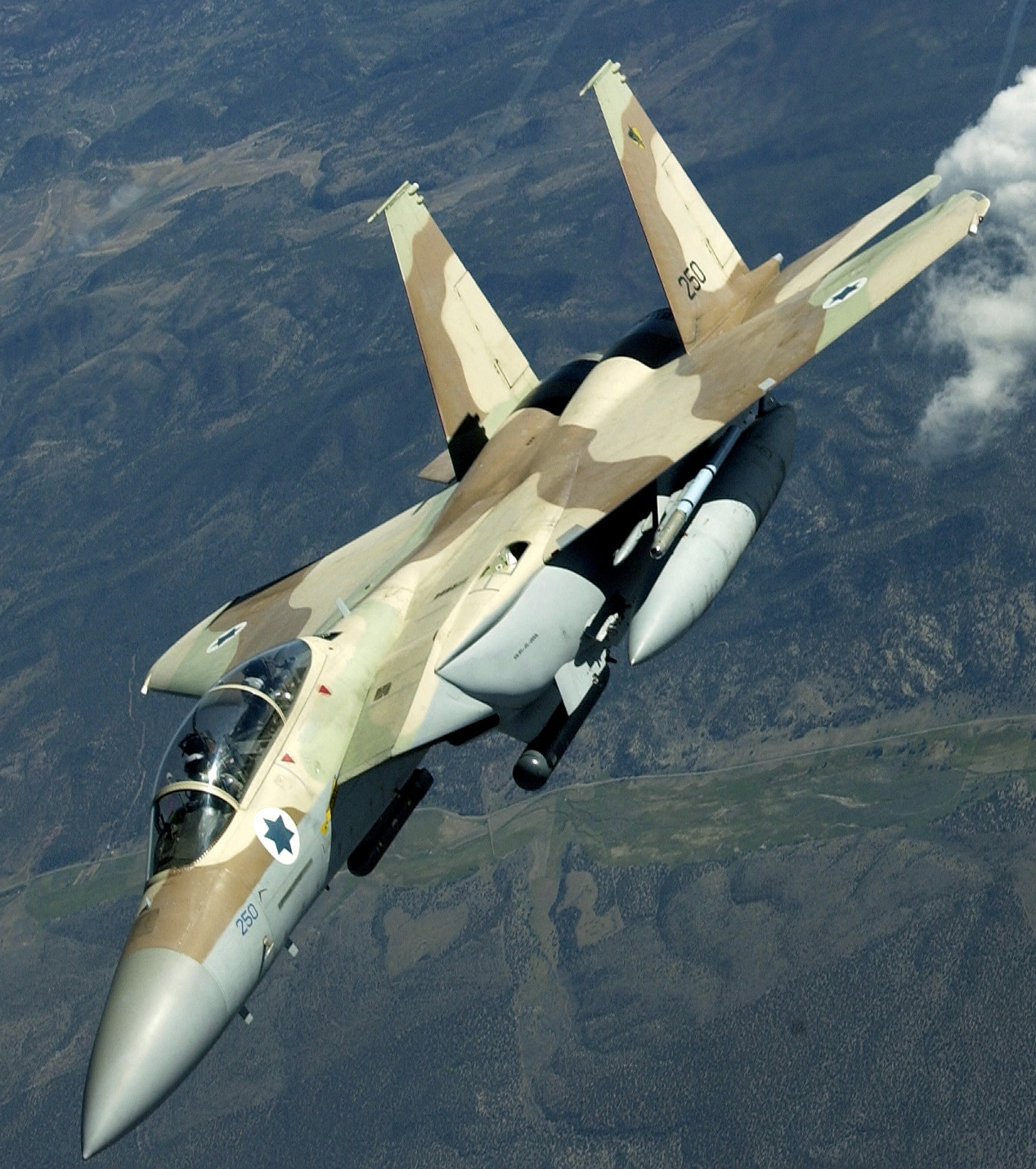
F-15I Ra'am de la Fuerza Aérea Israelí.

### Modelos básicos
F-15A
Variante de caza monoplaza todo tiempo para superioridad aérea, cuenta con un solo asiento y fue construido entre 1972 y 1979; 365 unidades construidas.
F-15B
Variante biplaza para entrenamiento de dos asientos, construido entre 1972 y 1979, anteriormente designado TF-15A. 59 unidades construidas.
F-15C
Variante mejorada del modelo F-15A. 408 unidades construidas.
F-15D
Variante mejorada del modelo F-15B. 62 unidades construidas.
F-15J
Variante de caza monoplaza construida bajo licencia por Mitsubishi para la Fuerza Aérea de Autodefensa de Japón.
F-15DJ
Variante biplaza de entrenamiento para la Fuerza Aérea de Japón, construida bajo licencia por Mitsubishi.
F-15N Sea Eagle
Variante con capacidad embarcada propuesta a principios de la década de 1970 para la Armada de los Estados Unidos; presentaba puntas de ala plegables, tren de aterrizaje y un gancho de cola reforzados para las operaciones a bordo de un portaviones.

### F-15E y variantes
F-15E Strike Eagle
Versión de ataque multitarea de dos asientos, para todo tipo de clima, más de 400 F-15E y derivadas han sido producidas desde 1985, cazabombardero biplaza todo tiempo de largo alcance de la USAF. La última variante es el F-15EX.
F-15F Strike Eagle
Variante del F-15E con una única plaza.
F-15H Strike Eagle
Variante avanzada del F-15E Strike Eagle para la Fuerza Aérea Griega.
F-15I Ra'am (Trueno)
Variante avanzada del F-15E Strike Eagle para la Fuerza Aérea Israelí.
F-15K Slam Eagle
Variante avanzada del F-15E Strike Eagle para las Fuerza Aérea de Corea del Sur.
F-15S Strike Eagle
Variante de exportación del F-15E Strike Eagle para la Fuerza Aérea Real Saudí.
F-15SG Strike Eagle
Variante avanzada de la versión F-15E Strike Eagle para la Fuerza Aérea de Singapur. Anteriormente designado F-15T.

### Investigación y pruebas

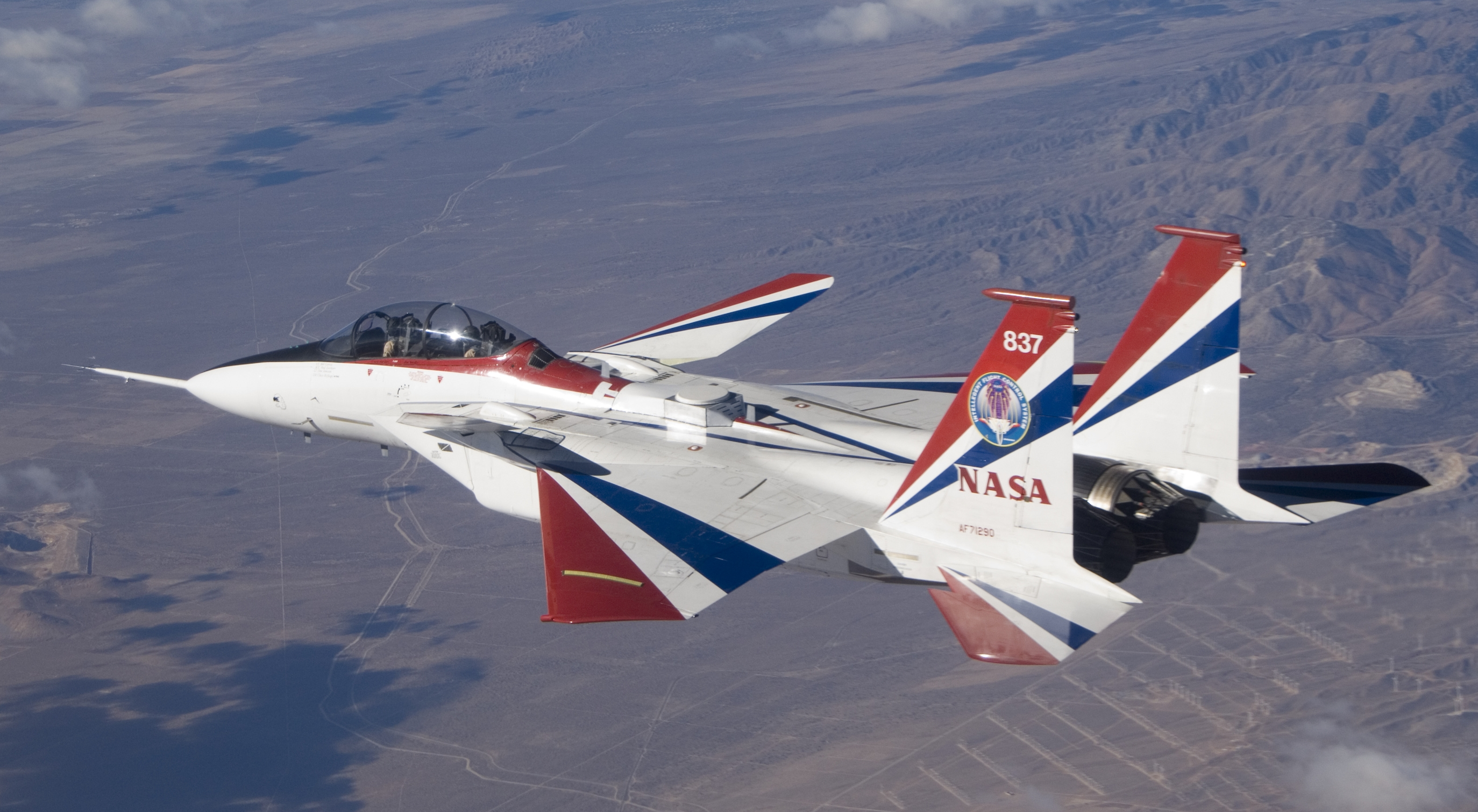
F-15B del programa ACTIVE de la NASA.

F-15 Streak Eagle
Variante sin armas y sin pintar del F-15A para demostrar la aceleración del caza y batir ocho marcas de ascenso, entre el 16 de enero y el 1 de febrero de 1975.
F-15 S/MTD
Un TF-15A convertido para despegue y aterrizaje cortos y como demostración de tecnología aeronáutica.
F-15 ACTIVE
El F-15S/MTD fue convertido en un modelo para investigación de tecnologías aeronáuticas avanzadas, a cargo de la NASA.
F-15 IFCS
El F-15 ACTIVE fue convertido en un aparato para investigación de sistemas de control inteligentes.
F-15 MANX
Nombre propuesto para una variante sin cola del F-15 ACTIVE. No se llegó a realizar.
F-15SE Silent Eagle
Propuesta de Boeing para una variante del F-15E con tecnología furtiva, compartimentos de misiles y considerables mejoras en los sistemas. Es la base del concepto F-15X.

### Historia de las variantes
- Los avances conseguidos por los diseñadores soviéticos con el MiG-25 y los variados y estrictos requerimientos, dieron nacimiento al F-15, integrando en este el radar más avanzado de la época, los mejores equipos electrónicos disponibles y potentes motores. El prototipo realizó su primer vuelo el 27 de julio de 1972, siendo aceptado por la USAF en noviembre de 1974. A partir de entonces, se incorporaron al servicio las variantes monoplazas F-15A y la biplaza (en tándem) F-15B, que conservaba toda la capacidad, pero pesaba 363 kg más por habérsele instalado la cabina biplaza alargada.
- En febrero de 1979 vuela por vez primera el F-15C. Las mejoras son poder llevar más combustible interno, sus depósitos conformados extras de combustible con capacidad unitaria de 2268 kg, nuevo procesador de señales del radar y aviónica mejorada. Su equivalente es el biplaza F-15D. Los F-15C/D fueron sustituyendo a ejemplares anteriores de F-15A/B, algunos ya almacenados en reserva.
- Paralelamente, se inició un programa para un F-15 de ataque al suelo en condiciones todo tiempo, el F-15 AFCD (Advanced Fighter Capability Demostrator). Sobre este se creó la variante MSIP (Multi-Stage Improvement Program). Como resultado, en julio de 1980 voló el F-15E, biplaza optimizado para realizar misiones de ataque, pero con mejoras en las capacidades aire-aire que las versiones precedentes. El F-15E entró en servicio activo en 1988.

## Operadores

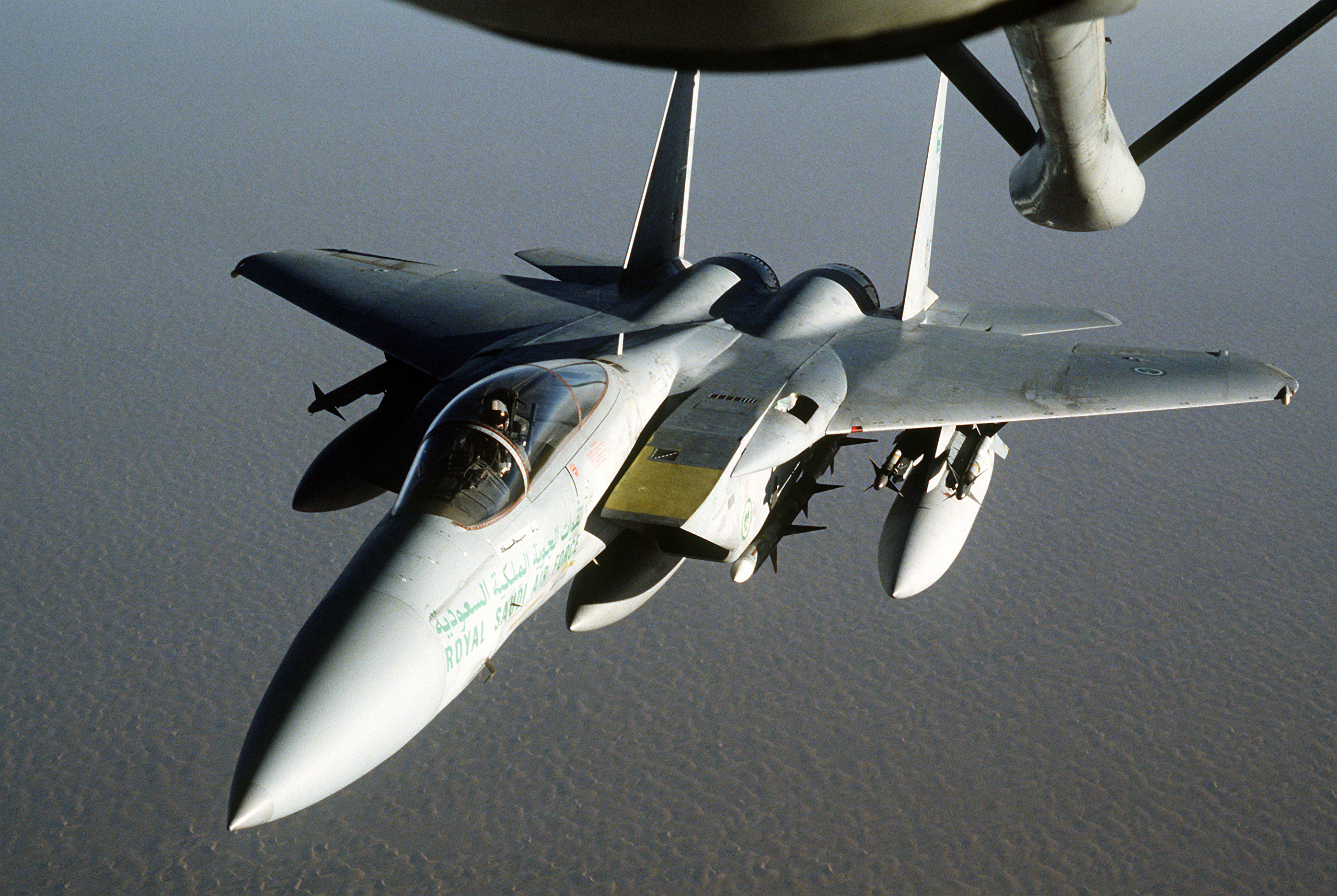
Un F-15 Eagle de la Fuerza Aérea Real Saudí durante una maniobra de repostaje en vuelo.

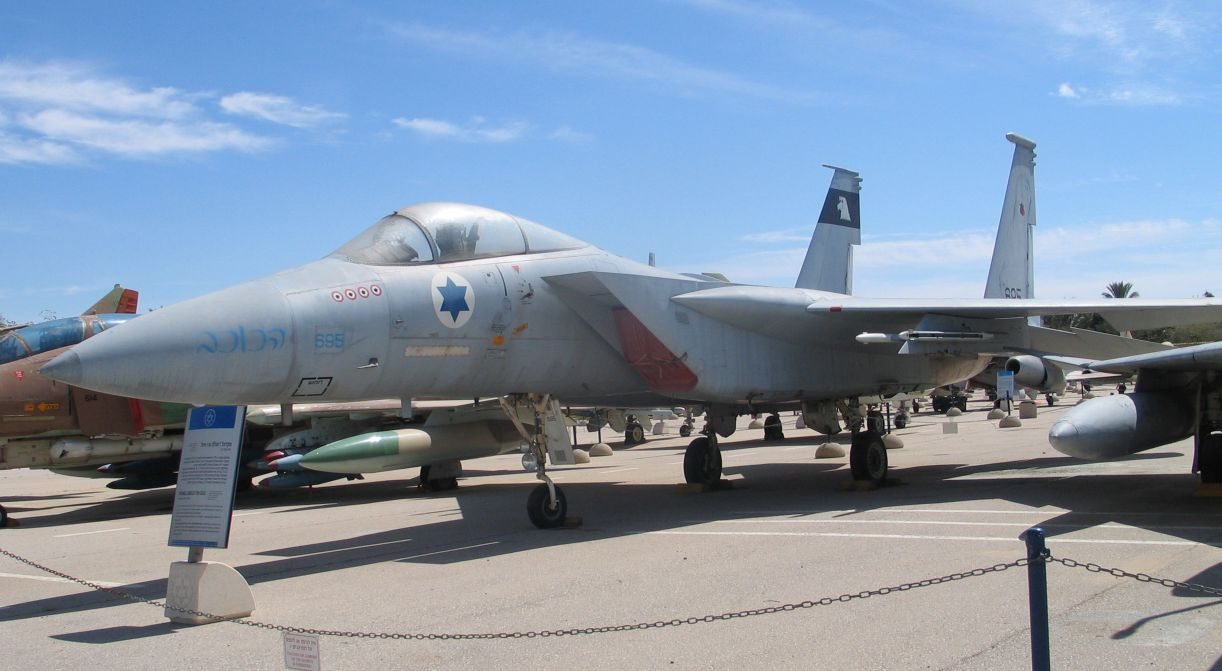
F-15A de la Fuerza Aérea Israelí.

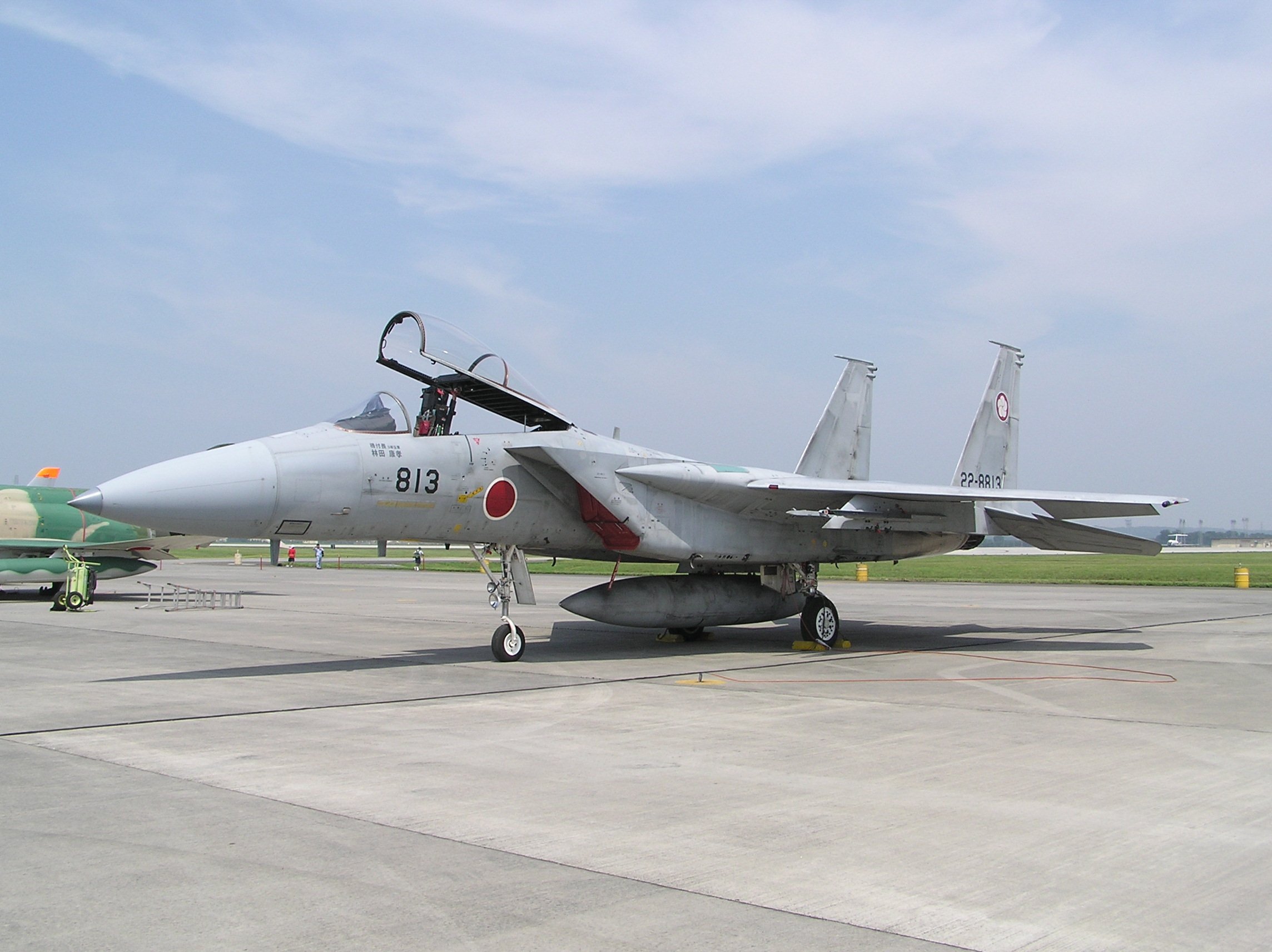
F-15J de la Fuerza Aérea de Japón.

Para los usuarios del F-15E Strike Eagle, ver su artículo principal.
 Estados Unidos
- Estados Unidos: opera 396 F-15C/D.[29]
- Guardia Aérea Nacional: opera 126 F-15C/D.[29]

 Arabia Saudita
- Real Fuerza Aérea Saudí - Opera cuatro escuadrones de 55 F-15C y 19 F-15D desde 1981. Todos ellos están basados en las bases aéreas de Dhahran, Khamis Mushayt y Taif.

 Israel
- Israel: opera los F-15 Eagle desde el año 1977. Estas aeronaves están actualmente organizadas en dos escuadrones de F-15A/B y un escuadrón de F-15C/D. Los primeros 25 F-15A/B fueron reacondicionados de aviones de la USAF con un equipamiento inferior al estadounidense.

 Japón
- Fuerza Aérea de Autodefensa de Japón: adquirió 203 F-15J y 20 F-15DJ desde 1981, de los cuales 2 F-15J y 12 F-15DJ fueron fabricados en los Estados Unidos y el resto bajo licencia por Mitsubishi. En junio de 2007, la Fuerza Aérea de Autodefensa decidió modernizar algunos de los F-15 con nuevos sistemas de reconocimiento aéreo; estas aeronaves sustituyeron a los RF-4 Phantom II en ese momento en servicio.

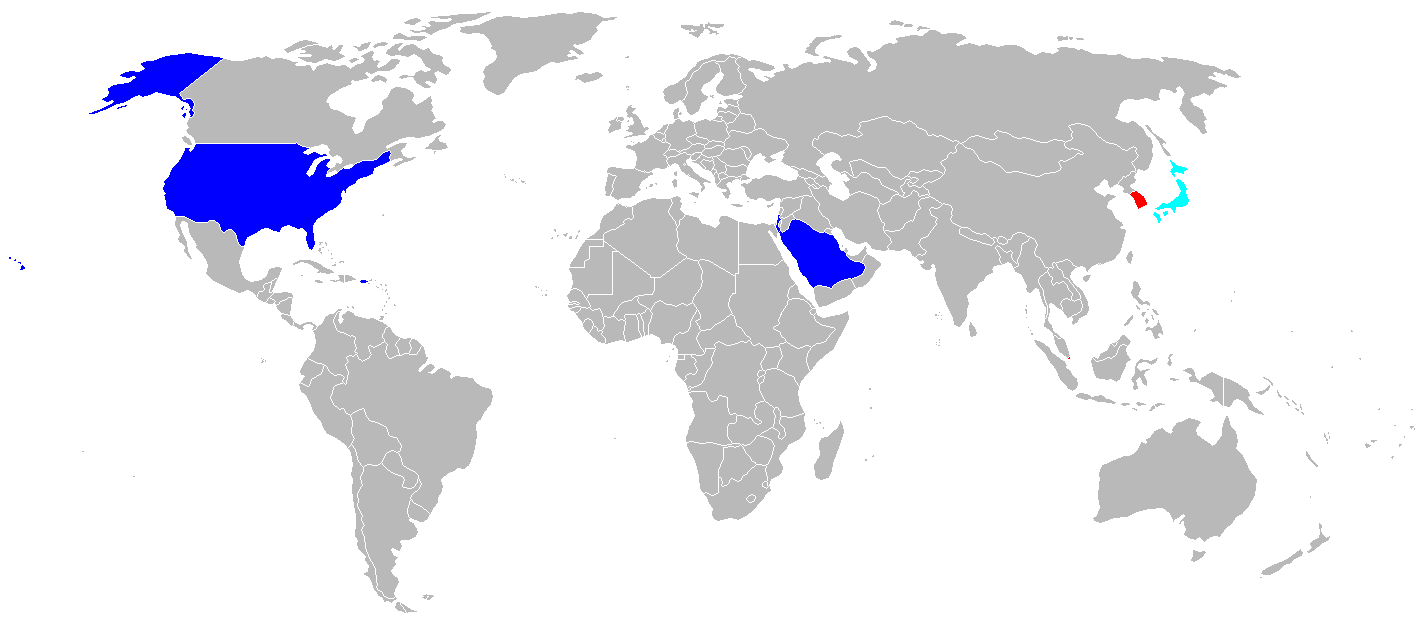
Países que operan el F-15 Eagle.
Países que operan el F-15E Strike Eagle.
Países que operan ambos aviones.

## Especificaciones

### Características generales
- Tripulación: Uno (piloto)
- Longitud: 19,4 m (63,7 ft)
- Envergadura: 13,1 m (42,8 ft)
- Altura: 5,6 m (18,5 ft)
- Superficie alar: 56,5 m² (608,2 ft²)
- Perfil alar: NACA 64A006.6 en raíz, NACA 64A203 en punta
- Peso vacío: 12 700 kg (27 990,8 lb)
- Peso cargado: 20 200 kg (44 520,8 lb)
- Peso útil: 7500 kg (16 530 lb)
- Peso máximo al despegue: 34 845 kg (76 798,4 lb)
- Planta motriz: 2× turbofán con postquemador Pratt & Whitney F100-100 o -220.
  - Empuje normal: 17 450 lbf de empuje cada uno.
  - Empuje con postquemador: 25 000 lbf (el modelo -220) de empuje cada uno.Toberas de los dos motores F100 del F-15.

### Rendimiento
- Velocidad nunca excedida (Vne): 

  - A gran altitud: 3017 km/h (aprox)
  - A baja altitud: 1950 km/h
- Alcance: 1996 km (1078 nmi; 1240 mi) en una misión de interdicción
- Alcance en ferry: 5552 km con 2 tanques de combustible conformables y 3 tanques externos lanzables
- Techo de vuelo: 20 000 m (65 617 ft)
- Régimen de ascenso: 254 m/s (49 999 ft/min)
- Carga alar: 358 kg/m² (73,3 lb/ft²)
- Empuje/peso: 1,07 (con motor -220)

### Armamento
- Cañones: 

  - 1x M61 Vulcan de 20 mm, con 940 proyectiles
- Puntos de anclaje: 11 en total, sin contar los CFT (2 pilones subalares cada uno con dos raíles lanzadores adicionales, 4 soportes en el fuselaje y 1 pilón central bajo el fuselaje) con una capacidad de 7300 kg, para cargar una combinación de:    
  - Misiles: 

    - AIM-7 Sparrow, de medio alcance guiado por radar
    - AIM-120 AMRAAM, de medio alcance guiado por radar
    - AIM-9 Sidewinder, de corto alcance guiado por infrarrojos

  - Otros: 

    - Hasta 3x depósitos lanzables de 2300 litros
    - MXU-648 Cargo/Travel Pod

### Aviónica
- Raytheon AN/APG-63 o AN/APG-70[30][N 1] o
  - Raytheon AN/APG-63(V)1 o
  - Radar AESA Raytheon AN/APG-63(V)2 o
  - Radar AESA Raytheon AN/APG-63(V)3.[31]
- Mira montada en casco JHMCS (Joint Helmet Mounted Cueing System).[31]
- Contramedidas:
  - Contenedor de contramedidas electrónicas Northrop Grumman Electronic Systems AN/ALQ-131.[32]
  - Interrogador de identificación amigo-enemigo (IFF) Hazeltine AN/APX-76 o Raytheon AN/APX-119.[33]
  - Sistemas tácticos de guerra electrónica (TEWS, Tactical Electronic Warfare Systems) que incluyen:
    - Equipo de alerta de guerra electrónica (EWWS, Electronic Warfare Warning Set) Magnavox AN/ALQ-128.[32]
    - Receptor de alerta radar (RWR) Loral AN/ALR-56.[34]
    - Sistema de contramedidas internas (ICS; Internal Countermeasures System) Northrop Grumman Electronic Systems ALQ-135.[32]
    - Sistema dispensador de chaff y bengalas Marconi AN/ALE-45.[35]

## Cultura popular
- En la serie de la década de 1980 The Transformers, el decepticon Starscream se transformaba en un F-15, al igual que Skywarp y Thundercracker.
- En la película Street Fighter II, basada en el videojuego del mismo nombre, se observan varios F-15 cuando Chun-Li visita a Guile en una base de la USAF.
- En el inicio del capítulo 14 de la sexta temporada de Los Simpson se observan dos aviones F-15C, que aparecen después de que Willie intentara derribar un globo meteorológico con una escopeta. Los pilotos detectan sus disparos y lo confunden con un avión enemigo, y al intentar derribarlo, los aviones se destruyen a sí mismos.
- En el videojuego Ace Combat Zero: The Belkan War, Cipher, el protagonista del mismo, usa como avión principal el F-15C Eagle.
- Puede observarse brevemente en la película Independence Day.
- En la película Capitana Marvel, la protagonista Carol Danvers tiene un flashback donde se la ve volando un F-15 de la Fuerza Aérea de los Estados Unidos.
- El F-15 es uno de los muchos cazas que se pueden utilizar en el videojuego Heatseeker.
- El F-15 es uno de los muchos cazas que se pueden utilizar en el videojuego War Thunder en sus versiones A, J y la israelí Baz.

## Aeronaves relacionadas

### Desarrollos relacionados
- McDonnell Douglas F-15E Strike Eagle
- McDonnell Douglas F-15 STOL/MTD

### Aeronaves similares
- Grumman F-14 Tomcat
- Mikoyan MiG-29M
- Sukhoi Su-27 /  Shenyang J-11

### Secuencias de designación
- Secuencia F-_ (Cazas estadounidenses, 1962-presente): ← F-11 - F-12/C - F-14 - F-15/E/EX/J/STOL/MTD - F-16/XL/VISTA - F-17 - F-18/E/F/G →